# Krupp Bergbau
Der Typ Bergbau ist eine normalspurige, vierachsige Heißdampf-Tenderlokomotive (Achsfolge D) aus dem Nachkriegs-Typenprogramm der Firma Krupp in Essen.

## Entstehungsgeschichte
Während des Zweiten Weltkrieges erhielt Krupp den Auftrag zur Entwicklung einer schweren Dh2t-Lokomotivbauart für die Reichswerke Hermann Göring in Salzgitter. Nach Abschluss der Konstruktionsarbeiten wurde der Bau der 13 bestellten Maschinen kriegsbedingt zur Firma Werkspoor in den von deutschen Truppen besetzten Niederlanden verlagert; bis zum Kriegsende konnte allerdings keine Lok fertig gestellt werden. Die angearbeiteten Baugruppen wurden kurz vor dem Abzug der Besatzungstruppen noch nach Essen überführt, wo sie nach Komplettierung und Endmontage ab 1948 zur ersten Serie der Bergbau wurden.

## Bauart
Die Bergbau war für den schweren Übergabe- und Verschubdienst von Industrie- und Werksbahnen konzipiert. Entsprechend diesem Einsatzzweck war sie besonders robust und kräftig ausgeführt.
Dank ihres vergleichsweise hohen Kesseldrucks, der großen Zylinder und des günstigen Übersetzungsverhältnisses war die mit vollen Vorräten 80 t schwere und rund 1000 PSi starke Lok nicht nur die leistungsfähigste Type des Krupp-Industrielokprogramms, sondern die schwerste und stärkste vierachsige deutsche Tenderlok überhaupt. Im unteren Geschwindigkeitsbereich übertraf ihre Zugkraft sogar die der sechsachsigen Schlepptenderlok der Baureihe 50. Die zulässige Höchstgeschwindigkeit betrug 50 km/h. Zwecks Erzielung günstiger Kurvenlaufeigenschaften lagen nur der erste und dritte Radsatz fest im Rahmen; der zweite und vierte Radsatz waren jeweils um 15 mm seitenverschiebbar.
Die Type wurden in mehreren Baulosen gefertigt, die sich teilweise äußerlich unterscheiden lassen: Die ersten beiden Serien besaßen viereckige Führerhausstirnfenster nach Art der Kriegslokomotiven, kantige Führerhausdächer und zwei sichtbare Kesselaufbauten (Dampfdom mit zwei Sandkästen unter gemeinsamer Verkleidung, separater Speisedom); später gebaute Loks hatten ovale Stirnfenster, abgerundete Führerhausdächer sowie eine durchgehende Verkleidung von Speisedom, Dampfdom und nur noch einem Sandkasten.
Da sich der Wasservorrat von zunächst 8 m³ bei den auf der Hafenbahn der HOAG (Walsum – Oberhausen) eingesetzten Loks als etwas knapp erwiesen hatte, wurde ein Teil der später gebauten Maschinen mit vergrößerten hinteren Vorratsbehältern ausgerüstet. Der hintere Überhang wuchs dadurch um 150 mm, der Wasservorrat nahm auf 10 m³ zu.
Einige Maschinen wurden ab Werk mit einem Mischvorwärmer ausgerüstet.

## Lieferung und Betreiber
Die 30 Exemplare der Bergbau wurden zwischen 1948 und 1962 an verschiedene Betreiber, überwiegend aus dem Bereich der Montanindustrie, geliefert. Allein die Gelsenkirchener Bergwerks-AG besaß sechs Lokomotiven dieses Typs. Nähere Angaben zu den Ersteigentümern aller 30 Maschinen finden sich in der detaillierten Lieferliste.
Die Fertigung erfolgte in mindestens fünf Baulosen, die sich technisch teilweise unterscheiden (s. o.). Wie auch bei anderen Krupp-Werkstypen wurden etliche Exemplare ohne Kundenauftrag auf Vorrat gefertigt und standen teils jahrelang im Werk, bevor sie verkauft wurden. Auf den Fabrikschildern ist jedoch fast immer das Auslieferungs- und nicht das tatsächliche Baujahr angegeben. Die Zuordnung der drei letztgelieferten, in der genannten Lieferliste  als „Einzelstücke“ geführten Maschinen ist deshalb schwierig, zumal laut Ebel nach 1957 von Krupp keine Werksdampfloks mehr neu gebaut, sondern nur noch vorrätige Exemplare abverkauft wurden. Die Maschinen mit den Fabriknummern 3757, 4248 und 4401 stellen somit möglicherweise eine sechste Serie mit Baujahr 1957 dar, wobei Fabriknummern- und Baujahresangabe auf dem Fabrikschild bei Auslieferung „angepasst“ wurden.

## Erhaltene Exemplare
Drei Maschinen aus unterschiedlichen Bauserien sind museal erhalten geblieben. Keine der Lokomotiven ist betriebsfähig.
| Fabr.-Nr. | Lieferjahr | Standort                                     |
| --------- | ---------- | -------------------------------------------- |
| 2902      | 1948       | Deutsches Werkbahn Museum e.V., Aschersleben |
| 3077      | 1952       | LWL-Industriemuseum Henrichshütte, Hattingen |
| 4248      | 1961       | LWL-Industriemuseum Henrichshütte, Hattingen |